# Dorothée Christiane Erxleben
Dorothea Christiane Erxleben, née Leporin (13 novembre 1715 - 13 juin 1762), est un médecin allemand, féministe et la première femme à avoir obtenu dans ce pays un doctorat en médecine.
L'exemple de la scientifique italienne Laura Bassi la pousse à se battre pour pratiquer la médecine. En 1742, elle publie un pamphlet pour le droit des femmes à étudier à l'université.

## Biographie
Fille de Christian Polycarp Leporin (1689 - 1747), médecin à Quedlinburg en Prusse, Dorothea Erxleben, délicate et maladive, maîtrise le latin très tôt et montre un don certain pour les sciences. Son père lui enseigne la médecine dès son plus jeune âge.
Elle pratique sur des personnes pauvres. Mais l'idée qu'une femme puisse étudier la médecine est choquante à cette époque. On considère que, comme la loi ne les autorise pas à tenir un poste officiel, elles ne doivent pas non plus pratiquer ou étudier la médecine. Trois médecins de Quedlinburg l'accusent de charlatanisme et exigent qu'elle obtienne un diplôme. Le recteur de l'Université de Halle lui permet de passer l'examen qu'elle réussira le 12 juin 1754.
Elle aura un fils : le naturaliste Johann Christian Erxleben (1744 - 1777).

## Pamphlet

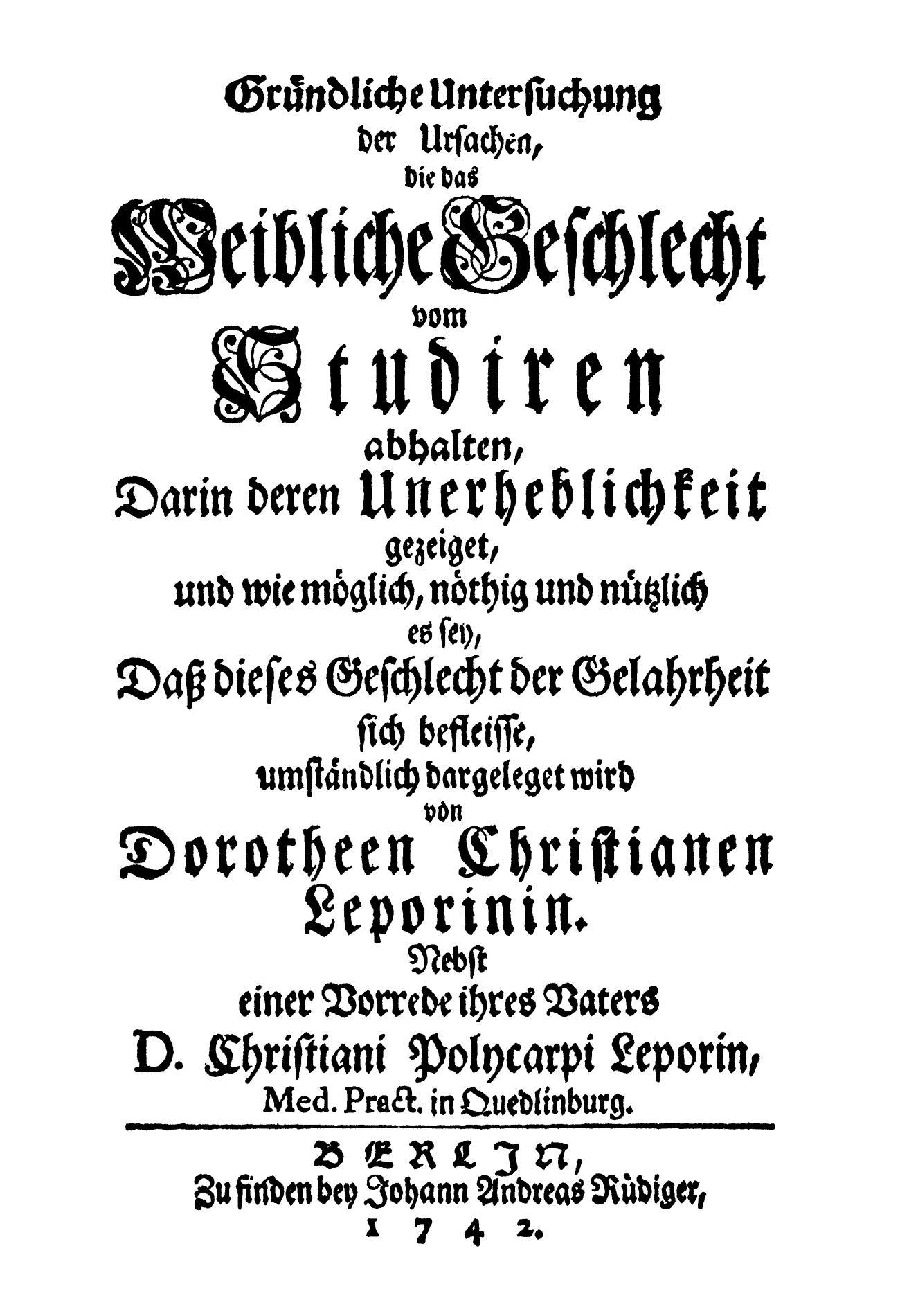
De Untersuchung warum Frauen nicht studieren. Pamphlet de Dorothea Erlexben

Dorothea étudie la théorie médicale de Georg Ernst Stahl, liée au piétisme. Ceci va l'influencer pour défier les positions théologiques et philosophiques de l'époque qui placent la femme dans une position subordonnée. En 1742, elle publie un pamphlet pour le droit des femmes à étudier à l'université. Elle s'adresse aux lecteurs tant masculins que féminins. Elle utilise le langage de la pudeur, une méthode fréquente utilisée par les femmes dans la « querelle des femmes », alors qu'elle s'adresse à des hommes. Elle est plus directe et critique face aux excuses que les femmes utilisent pour éviter de s'éduquer et d'améliorer leurs vies.

## Œuvres
- Gründliche Untersuchung der Ursachen, die das weibliche Geschlecht vom Studieren abhalten, 1742
- Quod nimis cito ac iucunde curare saepius fiat caussa (sic) minus tutae curationis, thèse, 1754
- Akademische Abhandlung von der gar zu geschwinden und angenehmen, aber deswegen öfters unsichern Heilung der Krankheiten, traduction allemande, 1755 (Réimpression : Dößel, Janos Stekovics, 2004,  (ISBN 3-89923-056-6))